# André Tiraqueau
André Tiraqueau, in latino Andreas Tiraquellus, italianizzato come Andrea Tiraquello, (Fontenay-le-Comte, 1488 – Parigi, 1558), è stato un magistrato, giurista e umanista francese.

## Biografia

De legibus connubialibus, 1588

Visse ed esercitò per lungo tempo la professione di giudice nella regione del Poitou. Prese parte attivamente al "Cénacle de Fontay-le-Comte", circolo erudito di ispirazione umanistica composto per la maggior parte da giuristi ed esperti conoscitori delle arti liberali, quali la filosofia, la letteratura latina e greca, la filologia e la storia e la medicina. Durante questi incontri Tiraqueau conobbe François Rabelais, divenendo ben presto suo amico e ricevendo da questi numerosi attestati di stima.
Al culmine della sua carriera professionale fu chiamato da re a sedere nel Parlamento di Parigi (1541), dopo aver declinato qualche anno prima l'offerta di un seggio al Parlamento di Bordeaux. L'enciclopedismo e la vastità delle sue conoscenze era tale da portare Théodore de Bèze ad appellarlo come «il Varrone del suo secolo» in uno dei tre epigrammi premessi all'edizione del 1546 del suo De legibus connubialibus.

## Opere
Di fondamentale importanza per lo sviluppo dell'esperienza giuridica francese, scrisse numerosissimi trattati, tra i quali spiccano il De nobilitate, il De legibus connubialibus et iure maritali ed il De poenis temperandis. L'importanza dei suoi scritti, colmi di citazioni di autori latini e greci (da Platone ad Aristotele, da Galeno a Cicerone), non risiede tanto nell'introduzione di soluzioni nuove, quanto nell'opera monumentale di riordino dei vari istituti giuridici a cavallo tra il diritto comune (in quegli anni bistrattato) e il droit coutumier (consuetudine).

### Edizioni
- (LA) De legibus connubialibus, Venezia, Giovanni Battista Somasco, 1588.